# Anna Gabriel i Sabaté
Anna Gabriel i Sabaté (Sallent, 1975) is een Catalaanse sociaal-pedagoge, rechtsleraar en politica. Zij was een lid van het Catalaans Parlement voor CUP van september 2015 tot december 2017. 
Anna Gabriel is afkomstig van een mijnwerkersfamilie uit Murcia en groeide op in Sallent. Ze behaalde een bachelor sociaal werk en studeerde vervolgens af in de sociale rechten aan de Universitat Autònoma de Barcelona waar ze aansluitend een lesopdracht ontving.
In 2017 publiceerde ze met David Fernàndez i Ramos een biografie over de Catalaanse jurist en mensenrechtenactivist August Gil Matamala, "August Gil Matamala: Al principi de tot hi ha la guerra" en werkte ze mee aan het boek "Referèndum 2017: la clau que obre el pany" over de toekomst van Catalonië na het referendum van 2017.
Zij verhuisde in februari 2018 naar Genève in Zwitserland enkele dagen voor ze een dagvaarding zou ontvangen voor vervolging op grond van rebellie wegens de eenzijdige onafhankelijkheidsverklaring door het Catalaans Parlement. Er is in Spanje een arrestatiebevel tegen haar uitgevaardigd. Eind juni 2018 ontving ze een Zwitserse verblijfsvergunning voor 5 jaar. Ze werkt en bereidt haar doctoraat voor aan de Universiteit van Genève.
In juli 2022 wordt bekend dat Anna Gabriel vrijwillig voor het Hooggerechtshof van Spanje is verschenen om haar procedurele situatie te regulariseren.
- Biblioteca Nacional de España: XX4781255
- Gemeinsame Normdatei: 1169327397
- International Standard Name Identifier: 0000 0004 9935 8036
- Library of Congress Control Number: no2018087887
- Virtual International Authority File: 7892153126245624750004
- WorldCat: E39PBJgxwpkDFPJPPryHhCm68C